# Selo da Samoa Americana
O selo da Samoa Americana é baseada nas culturas tradicionais do local.
o laço flutuante, representa sabedoria, o cajado representa autoridade. Ambos os símbolos são usados por chefes indicando indicando seu nível social. O Tanoa (vaso kava) representa serviço para o chefe.
O lema no brasão "Samoa Ia Muamua Le Atua", está escrito na língua indígena do país e significa: "Deixar Deus ser o primeiro" (inglês: Let God Be First)